# Молодынь
Молодынь, Молодань — река в России, протекает в Киржачском районе Владимирской области. Устье реки находится в 34 км по левому берегу реки Киржач. Длина реки составляет 16 км, площадь водосборного бассейна — 103 км².
Исток реки находится в лесной местности в 7 км к юго-востоку от города Киржач. Река течёт на юг, вблизи реки стоят деревни Полутино и Трохино.

## Данные водного реестра
По данным государственного водного реестра России относится к Окскому бассейновому округу, водохозяйственный участок реки — Клязьма от города Орехово-Зуево до города Владимир, речной подбассейн реки — бассейны притоков Оки от Мокши до впадения в Волгу. Речной бассейн реки — Ока.
Код объекта в государственном водном реестре — 09010300712110000031672.